# Marina (1974)
Marina é uma telenovela mexicana, produzida pela Televisa e exibida em 1974 pelo El Canal de las Estrellas.

## Elenco
- Silvia Derbez
- Carlos Bracho
- Julieta Bracho
- Estela Chacón